# The Stone Roses (album)
The Stone Roses er det selvbetitlet debutalbum af det engelske rockband The Stone Roses. Albummet blev udgivet den 2. maj 1989, og anses som et af de mest ikoniske værker fra Madchester-scenen.

## Spor
Alle sange skrevet og komponeret af Ian Brown og John Squire. 
| The Stone Roses | The Stone Roses                   | The Stone Roses | The Stone Roses | The Stone Roses | The Stone Roses | The Stone Roses | The Stone Roses | The Stone Roses | The Stone Roses |
| #               | Titel                             | Længde          |                 |                 |                 |                 |                 |                 |                 |
| --------------- | --------------------------------- | --------------- | --------------- | --------------- | --------------- | --------------- | --------------- | --------------- | --------------- |
| 1.              | "I Wanna Be Adored"               | 4:52            |                 |                 |                 |                 |                 |                 |                 |
| 2.              | "She Bangs the Drums"             | 3:43            |                 |                 |                 |                 |                 |                 |                 |
| 3.              | "Waterfall"                       | 4:37            |                 |                 |                 |                 |                 |                 |                 |
| 4.              | "Don't Stop"                      | 5:17            |                 |                 |                 |                 |                 |                 |                 |
| 5.              | "Bye Bye Badman"                  | 4:04            |                 |                 |                 |                 |                 |                 |                 |
| 6.              | "Elizabeth My Dear"               | 0:53            |                 |                 |                 |                 |                 |                 |                 |
| 7.              | "(Song for My) Sugar Spun Sister" | 3:25            |                 |                 |                 |                 |                 |                 |                 |
| 8.              | "Made of Stone"                   | 4:10            |                 |                 |                 |                 |                 |                 |                 |
| 9.              | "Shoot You Down"                  | 4:10            |                 |                 |                 |                 |                 |                 |                 |
| 10.             | "This Is the One"                 | 4:58            |                 |                 |                 |                 |                 |                 |                 |
| 11.             | "I Am the Resurrection"           | 8:12            |                 |                 |                 |                 |                 |                 |                 |
| 48:20           |                                   |                 |                 |                 |                 |                 |                 |                 |                 |

## Musikere
- Ian Brown – sang
- Mani – basguitar
- Reni – trommer, støttevokal, klaver på "She Bangs the Drums"
- John Squire – guitar, støttevokal på "She Bangs the Drums"